# KDDIエボルバ
株式会社KDDIエボルバ（ケーディーディーアイエボルバ、英語: KDDI Evolva,Inc.）は、かつて存在したビジネス・プロセス・アウトソーシング（BPO）会社である。

## 概要
2004年、KDDI傘下の人材派遣・アウトソーシング関連会社KDDIテレマーケティング株式会社（1996年設立、旧・KDDテレマーケティング株式会社）に、株式会社KDDIテレサーブ（1987年設立、旧・株式会社KDDテレサーブ）、KDDI総合サービス株式会社（1955年設立、旧・国際東京サービス株式会社）が合併し誕生した。
2005年10月には、旧・KDDI総合サービスの祖業だったビル管理業務を株式会社KDDIテクニカルエンジニアリングサービス（現・KDDIエンジニアリング）に譲渡し、コールセンター・BPO業務に事業を集約。その後も、連結子会社の株式会社KDDIエボルバ沖縄、株式会社KDDIエボルバコールアドバンス（旧・TEPCOコールアドバンス）、株式会社エボルバビジネスサポート（旧・ニスコムビジネスサポート）、株式会社エボルバジョブシェアを2019年10月に吸収合併するなど、コールセンター・BPO業務を中心に吸収合併・事業再編を行っていた。
2023年1月、三井物産系のコールセンター運営会社りらいあコミュニケーションズとの経営統合を発表し、2023年9月1日付で合併。商号をアルティウスリンク株式会社に変更した。

## 業務・サービス内容
コンタクトセンターアウトソーシングを中心としたBPO事業を展開。従来のコンタクトセンターサービスに加え、新たに「オムニチャネルソリューション」として、人とAIチャットボットによるハイブリッド型の接客対応の構築、AI自動応答システムを活用した顧客応対の音声チャネル「ボイスボット」、RPAツールの提供と合せて、RPAを有効活用する導入コンサルティング・運用トレーニングまで対応する「RPAサービス」を提供している。また、コンタクトセンター/バックオフィスセンター構築・運用ノウハウを基に、クライアント企業のセンター運用の現状を評価・数値化。品質向上、業務最適化（オペレーション効率化やコスト適正化）に向けた課題を明らかにする「アセスメント・コンサルティングサービス」も提供するなど、ITソリューションと人ならではの対応を融合したBPOサービスを展開している。
近年では、高いITスキルを保持したスタッフを活かし、テクニカルサポート／ヘルプデスクサービスに留まらず、インフラ・システム運用の受託、システムインテグレーションなど、幅広いITソリューションサービスを提供している。
コンタクトセンター
- カスタマーサポート
- アウトバウンドコール
- テクニカルサポート
- 緊急コンタクトセンター
- 多言語コンタクトセンター
- リサーチ
- センター紹介

オムニチャネル
- 「AIChat」for touching
- 「HumanChat」for touching
- 「VisualMenu」for touching
- SMS送信サービス・「SMS」 for touching
- ボイスボット（AI音声自動応答サービス）
- FAQナレッジ運用サポート
- LINE活用サービス
- FAQ動画サービス
- パーソナライズド動画

バックオフィスソリューション
- バックオフィスサービス
- RPAサービス
- eKYCサービス（オンライン本人確認）
- 採用代行サービス
- 写真撮影・動画制作サービス
- フィールドサービス

アセスメント・コンサルティング
- カスタマーサポート適正化診断
- コンタクトセンター品質アセスメント
- AIチャットボット品質アセスメント
- FAQナレッジアセスメント
- 業務プロセス自動化アセスメント

ITソリューションサービス
- エンジニア派遣、インフラ・システム運用受託、ヘルプデスク運用受託、システムインテグレーション

電報サービス
- 「でんぽっぽ」- KDDIグループの電報サービス

その他
- 介護事業者向けサービス"けあ蔵"
- 人材派遣
- 人材派遣管理システム "HRstation"
- 電話番号案内（104）
- 音声ガイダンス作成

## テレビ番組
- 日経スペシャル ガイアの夜明け（テレビ東京）
  - 漂流!ニッポンの給料～働くものに明日はあるか（2008年3月4日）[5] - 契約社員たちが結成した「労働組合」を取材。
  - 絶望職場に光を!～働くものに明日はあるか・第2章（2008年5月6日）[6] - 契約社員たちによる組合のその後を取材。

## 特記事項
2021年12月には、会社設立25周年の節目を迎え、次なる成長ステージに向けて「価値共創企業」への進化を目指す旗印としてコーポレートメッセージとして「すごくいいふつうを、つくる。」を発表した。 「すごくいいふつうを、つくる。」は、『昨日までのあたりまえを超えて、未来のあたりまえをつくる』という、KDDIエボルバの決意を表現している。